# Kamienica Cechu Krawców w Warszawie
Kamienica Cechu Krawców, Krawiecka – kamienica wzniesiona w pierwszej połowie XVIII wieku, znajdująca się przy ul. Krakowskie Przedmieście nr 41 w Warszawie. Zbudowana została z przeznaczeniem na siedzibę cechu krawców. 
Najpierw był to budynek trzykondygnacyjny, trzyosiowy i posiadający mansardowy dach. W 1809 mieszkał w niej poeta J. Bielawski.
Przebudowa mająca miejsce w połowie XIX wieku spowodowała utratę pierwotnych cech architektonicznych.
W 1939 kamienica uległa częściowemu zburzeniu, a w 1944 została całkowicie zniszczona.
W latach 1947–1949 budynek odbudowano według projektu Kazimierza Biernackiego. Umieszczono w nim Dom Cechu Krawców m.st. Warszawy. W elewacji frontowej znajdują się emblematy cechu oraz tablica pamiątkowa poświęcona Władysławowi Reymontowi. Kamienica posiada barokową dekorację.